# 5125 Okushiri
För andra betydelser, se Okushiri.
5125 Okushiri eller 1989 CN1 är en asteroid i huvudbältet som upptäcktes den 10 februari 1989 av de båda japanska astronomerna Seiji Ueda och Hiroshi Kaneda i Kushiro. Den är uppkallad efter den japanska ön Okushiri.
Asteroiden har en diameter på ungefär 5 kilometer.